# Aeroportul Nanwalek
Aeroportul Nanwalek (IATA: KEB, FAA LID: KEB) este un aeroport din Alaska, Statele Unite ale Americii. Aeroportul a fost tranzitat în 2019 de 4.148 de pasageri.
Situat la o altitudine de 8 m, aeroportul dispune de 1 pistă.

## Infrastructură

### Piste
Aeroportul dispune de o singură pistă. Pista 1/19 are suprafața de pietriș și dimensiunile 1.850 picioare × 50 picioare. 